# Franz Six
Franz Alfred Six (12. august 1909 i Mannheim - 9. juli 1975 i Bolzano) var en tysk journalist og SS-officer. Han var blandt andet aktiv ved Reichssicherheitshauptamt, Nazitysklands sikkerhedsministerium, hvor han kortlagde modstanderne af Det Tredje Rige. Six opnåede i januar 1945 tjenstegraden Brigadeführer.

## Biografi
Six var mellem juni og august 1941 chef for Vorkommando Moskau under Einsatzgruppe B og havde til opgave at organisere mord på russiske politiske kommissærer, såkaldte politruk.
Ved Einsatzgruppenretssagen 1947–1948 blev Six idømt 20 års fængsel for krigsforbrydelser og forbrydelser mod menneskeheden, men i 1951 blev dommen ændret til 15 års fængsel. Han blev løsladt i september 1952.
Six vidnede under retssagen mod Adolf Eichmann i 1961, men ikke i Jerusalem, da han frygtede, at han ville blive arresteret i Israel.

### Trykte kilder
- Klee, Ernst (2007). Das Personenlexikon zum Dritten Reich (tysk) (2 udgave). Frankfurt am Main: Fischer Taschenbuch Verlag. s. 585. ISBN 978-3-596-16048-8.
- Hachmeister, Lutz (2008) Der Gegnerforscher. Die Karriere des SS-Führers Franz Alfred Six. München: C.H. Beck 1998 ISBN 3-406-43507-6